# 봉덕초등학교 (경남)
봉덕초등학교는 대한민국 경상남도 창원시에 있는 공립 초등학교이다.

## 학교 연혁
- 1949년 3월 1일: 합포국민학교 봉암분실 설치
- 1957년 9월 23일: 봉덕국민학교 승격 개교

## 참고 자료
- 봉덕초등학교 - 한국교육학술정보원 학교알리미